# White Pine
White Pine is een plaats (town) in de Amerikaanse staat Tennessee, en valt bestuurlijk gezien onder Hamblen County en Jefferson County.

## Demografie
Bij de volkstelling in 2000 werd het aantal inwoners vastgesteld op 1997.
In 2006 is het aantal inwoners door het United States Census Bureau geschat op 2087, een stijging van 90 (4,5%).

## Geografie
Volgens het United States Census Bureau beslaat de plaats een oppervlakte van
6,6 km², geheel bestaande uit land. White Pine ligt op ongeveer 330 m boven zeeniveau.

## Plaatsen in de nabije omgeving
De onderstaande figuur toont nabijgelegen plaatsen in een straal van 20 km rond White Pine.